# Valdarachas
Valdarachas ist ein Ort und eine Gemeinde (municipio) mit 55 Einwohnern (Stand: 2024) im Südwesten der Provinz Guadalajara in der Autonomen Gemeinschaft Kastilien-La Mancha.

## Lage und Klima
Valdarachas liegt in einer Höhe von ca. 785 m in der Kulturlandschaft der Alcarria. Die Entfernung zur nordnordwestlich gelegenen Provinzhauptstadt Guadalajara beträgt etwa zwölf Kilometer (Fahrtstrecke). Das Klima ist gemäßigt bis warm; Regen (489 mm/Jahr) fällt übers Jahr verteilt.

## Bevölkerungsentwicklung
| Jahr      | 1970 | 1981 | 1991 | 2001 | 2011 | 2021 |
| Einwohner | 43   | 32   | 26   | 28   | 37   | 43   |

## Sehenswürdigkeiten
- Sebastianuskirche